# まるかじり!アジアン食堂
『まるかじり!アジアン食堂』（ -しょくどう）は、2010年10月より2013年3月まで、近畿地方などのNHK総合で毎月1回放送されたNHK大阪放送局制作のグルメバラエティ番組である。

## 概要
在日本の外国人は実に220万人おり、そのうちの160万人がアジア系で占めている。この番組では近畿地方を中心に、アジアの外国料理を提供する店や、その国々の家庭料理にスポットライトをあて、「アジアン食堂からアジアが見える」を最大のテーマに、アジアの食文化とそこに芽生える生活・お国柄を追求しようとするものである。

## 出演
- 司会・レポーター:たむらけんじ
- ナレーター：増山江威子

## 主題歌
Bahashishi「アジアの純真」（PUFFYの楽曲のカバー版）

## 放送日時
- 2010・11年度：原則毎月最終金曜 22:00 - 22:30（近畿2府4県向け）
- 2012年度
原則毎月最終日曜 7:45 - 8:10（近畿2府4県・香川・徳島各県向け）
再放送：放送次週金曜 11:05 - 11:30（近畿2府4県向け）
NHKワールド・プレミアムでも不定期放送されることがある。

※そのほか、本番組を5分間に凝縮した「つまみ食い!アジアン食堂」が、近畿2府4県向けに火曜 16:50 - 16:55に放送される。

## 通常週の番組
- 2010・11年度：世界ふれあい街歩き（原則翌日の土曜 10:05 - 10:50に延期放送された）
- 2012年度：ビジネス新伝説 ルソンの壺（当頁の番組が放送される場合、左記番組をネットする鳥取向け〔再放送の時は香川・徳島も〕は別番組に差し替え）